# Inga Tegner-Sternberg
Inga Lydia Tegner-Sternberg, född 20 februari 1908 i Örebro, död 20 januari 1997 i Sigtuna, var en svensk tecknare och skulptör.
Hon var dotter till stadsfogden Waldemar Tegner och Lydia Stenius samt mellan 1943 och 1954 gift med rektorn Sten Sternberg (1906–1957) och systerdotter till Oskar Elias Stenius.
Tegner-Sternberg studerade vid Tekniska skolan i Stockholm 1929–1932 samt för konstnärerna Edvin Ollers, Hertha Olivet, Gun Setterdahl och Gösta Sandberg och under studieresor till bland annat Italien, Spanien och Danmark. Hon medverkade i samlingsutställningar i Örebro 1933–1937, i Växjö 1936–1937 och på olika platser i Stockholmstrakten.
Bland hennes offentliga arbeten märks oljemålningen Växjö domkyrka på Växjö folkhögskola, Åbo slott på Roslags-Näsby folkskola, målningen Viggbyholm och ryan Täbykorset i Täby kommunalhus.
Hennes bildkonst består av porträtt, stadsutblickar, djur, blommor och landskapsmotiv målade i olja, pastell och akvarell, medan skulpturerna är utförda i terrakotta. Som illustratör har hon bland annat illustrerat sin mans böcker, tidningsartiklar, bokomslag, broschyrer, varukataloger och julkort. Hon var en av medlemmarna i Arildsgruppen.
Bilder av Inga Tegner Sternberg kan ses på Instagram under #ingategnersternberg. Hon är begravd på Olaus Petri kyrkogård i Örebro.